# Oratemnus articulosus
Oratemnus articulosus es una especie de arácnido del orden Pseudoscorpionida de la familia Atemnidae.

## Distribución geográfica
Se encuentra en Sumatra (Indonesia).